# Fabien Mercadal
Fabien Mercadal (Manosque, 29 febbraio 1972) è un allenatore di calcio ed ex calciatore francese, di ruolo difensore, tecnico del Quevilly-Rouen.

## Palmarès

### Allenatore

#### Competizioni nazionali
- Championnat de France amateur: 1

Dunkerque: 2012-2013